# De svenske kronregalier
Sveriges kongelige regalier er kongelige insignier, der er blevet båret af regenter, regentkonsorter og andre medlemmer af det svenske kongehus ved kroninger og andre højtidelige ceremonier. Regalierne har altid været monarkiets fremmeste og mest værdifulde symboler.
Regalierne har ikke været båret offentligt siden 1907, men bruges stadig ved kongelige begivenheder som bryllupper, dåb og begravelser. En del af de ældste regalier er et af Gustav Vasas sværd og kronen, kongeæblet, scepter og kongenøgle fra Erik XIV.
De svenske regalier er statsejendom og har været udstillet i statskassen i Stockholms slott siden 1970.

## Sveriges krone og andre regalier
Erik 14.s krone, lavet i Stockholm i 1561 af den flamske guldsmed Cornelius ver Welden, er typisk for hans tids renæssancestil af smykker. Oprindeligt bar hans krone fire par af bogstaverne 'E' og 'R', initialerne i den latinske form af hans navn, "Ericus Rex", i grøn emalje, hvert par var på hver side af de centrale sten på forsiden, siderne og bagsiden af cirklen. Da han blev afsat af sin bror, John III, fik John hvert af disse bogstaver dækket med identiske kartoucher hver med to perler. De svenske monarker i husene Pfalz-Zweibrücken, Hessen og Holstein-Gottorp foretrak at bruge dronning Christinas krone frem for Erik XIVs; dog valgte huset Bernadotte at bruge Eriks krone.